# ロタール・ビスキー

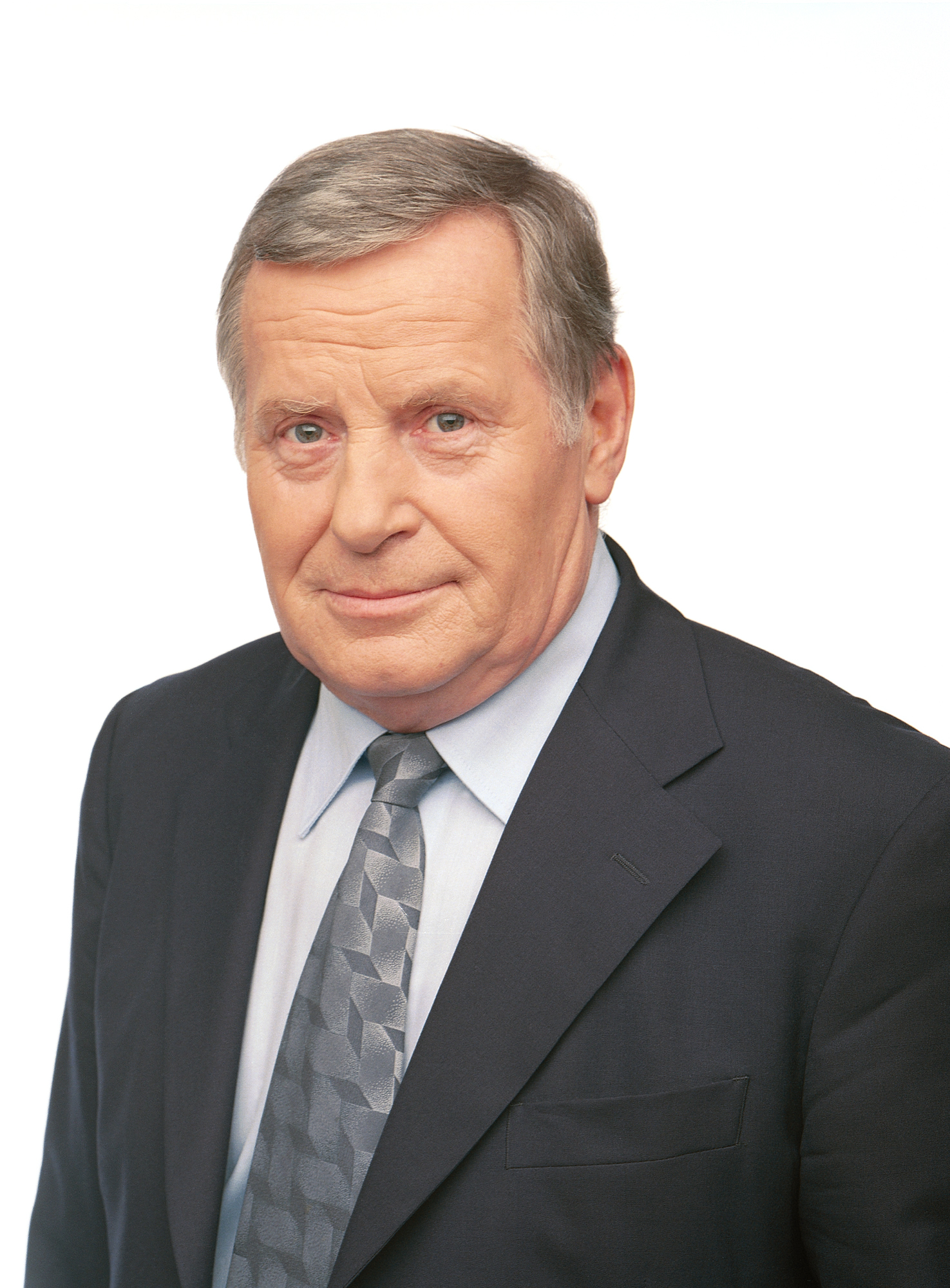
ロタール・ビスキー

ロタール・ビスキー（Lothar Bisky、1941年8月17日 - ）は、ドイツの政治家。左翼党所属。左翼党の前身である左翼党＝民主社会党（Die Linke PDS）の議長（党首）を務めた。
ポンメルンのランメルスベルク（現在のポーランド領ミアストコ）出身。第二次世界大戦後、西ドイツに移るが、その生活は極めて貧しかった。18歳のとき、東ドイツに亡命。1963年には共産党であるドイツ社会主義統一党に入党した。しかし社会主義体制崩壊と党内保守派の失墜までは目立った存在では無かった。1986年から1990年まで映像・テレビ大学（ポツダム・バーベルスベルク大学）学長や地域テレビ放送局ORBの取締役などを務めていた。
1990年ブランデンブルク州議会議員、人民議会議員に選出される。東西ドイツ統一後は、1993年に社会主義統一党の後身である民主社会党議長（党首）に選出される。2000年に議長を辞任するが、2003年に再び議長となる。党内では穏健な社会主義者と目され、初代党議長などを歴任したグレゴール・ギジとは政治的盟友である。2005年総選挙後、連邦議会副議長候補に指名されたが、過去にシュタージ（東ドイツ国家保安省）の情報提供者であったと取りざたされ（ビスキー自身はこれを否定）、副議長に就くことを断念した。現在はヨーロッパの左派政党国際組織、欧州左翼党の議長（代表）を務めている。